# Cathédrale de l'Immaculée-Conception de Saint-Jean
Pour les articles homonymes, voir Cathédrale de l'Immaculée-Conception.
La cathédrale de l'Immaculée-Conception de Saint-Jean est située à Saint-Jean (Nouveau-Brunswick) au 91 Waterloo Street. Elle est la cathédrale du diocèse de Saint-Jean au Nouveau-Brunswick.

## Historique
La cathédrale a été construite à l'initiative du deuxième évêque du Nouveau-Brunswick à partir de 1853, le toit a été terminé en 1865 et le clocher a été érigé en 1871. Environ 30 000 Irlandais sont arrivés à Saint-Jean entre 1845 et 1847, ce qui doubla la population d'alors, et rendit nécessaire la construction d'un tel édifice.
Elle a été reconnue lieu historique local par la ville de Saint-Jean en août 2008. Elle devient finalement un lieu du patrimoine provincial en 2014.

## Description
La cathédrale est en pierre, d'inspiration néo-gothique. Elle fait 200 pieds de long pour 116 pieds de large, la nef fait 80 pieds de haut, et le clocher culmine à 230 pieds. Elle est reconnue pour son association avec les immigrants catholiques irlandais à Saint-Jean.

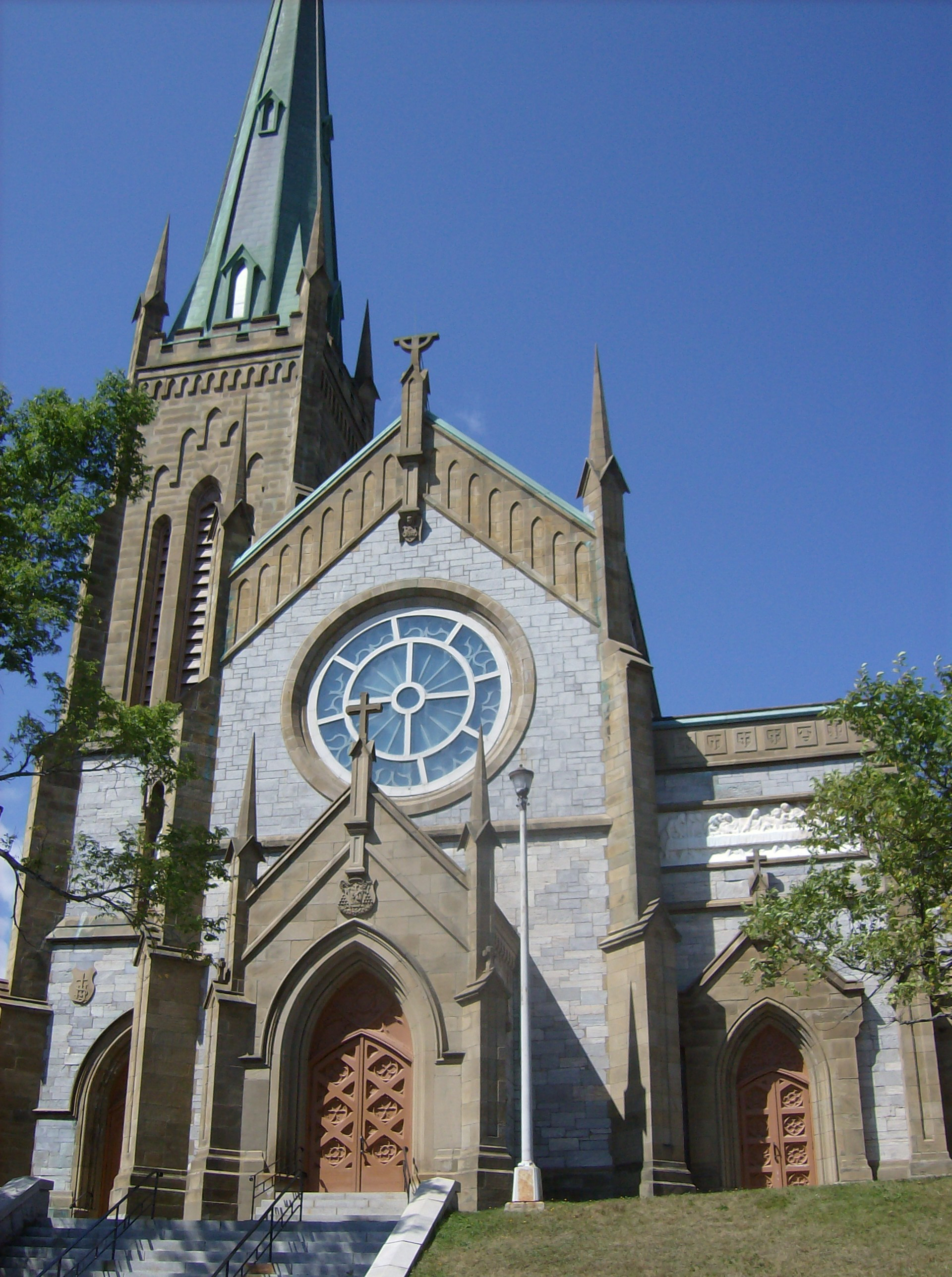
Façade et clocher.
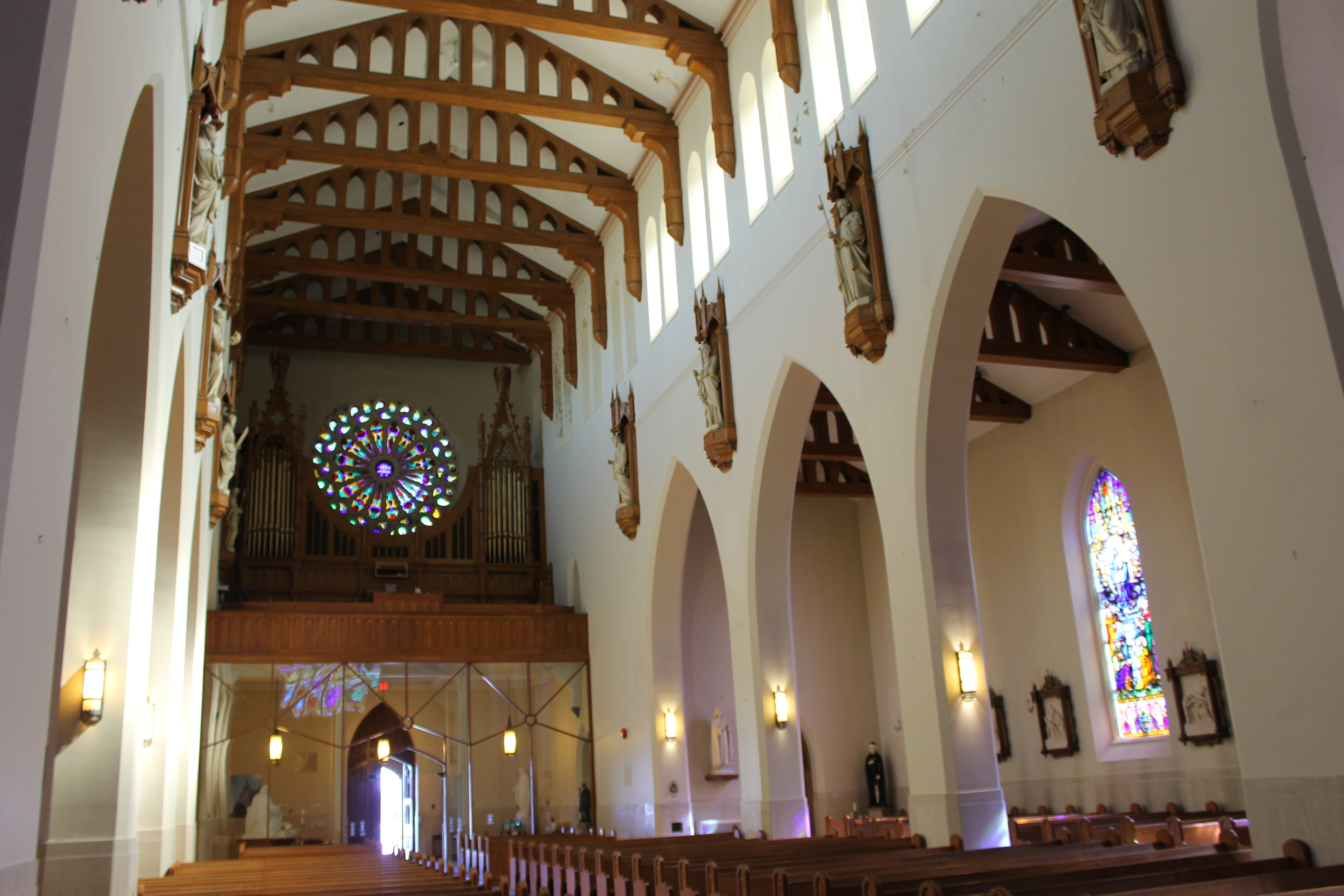
Nef et rosace.
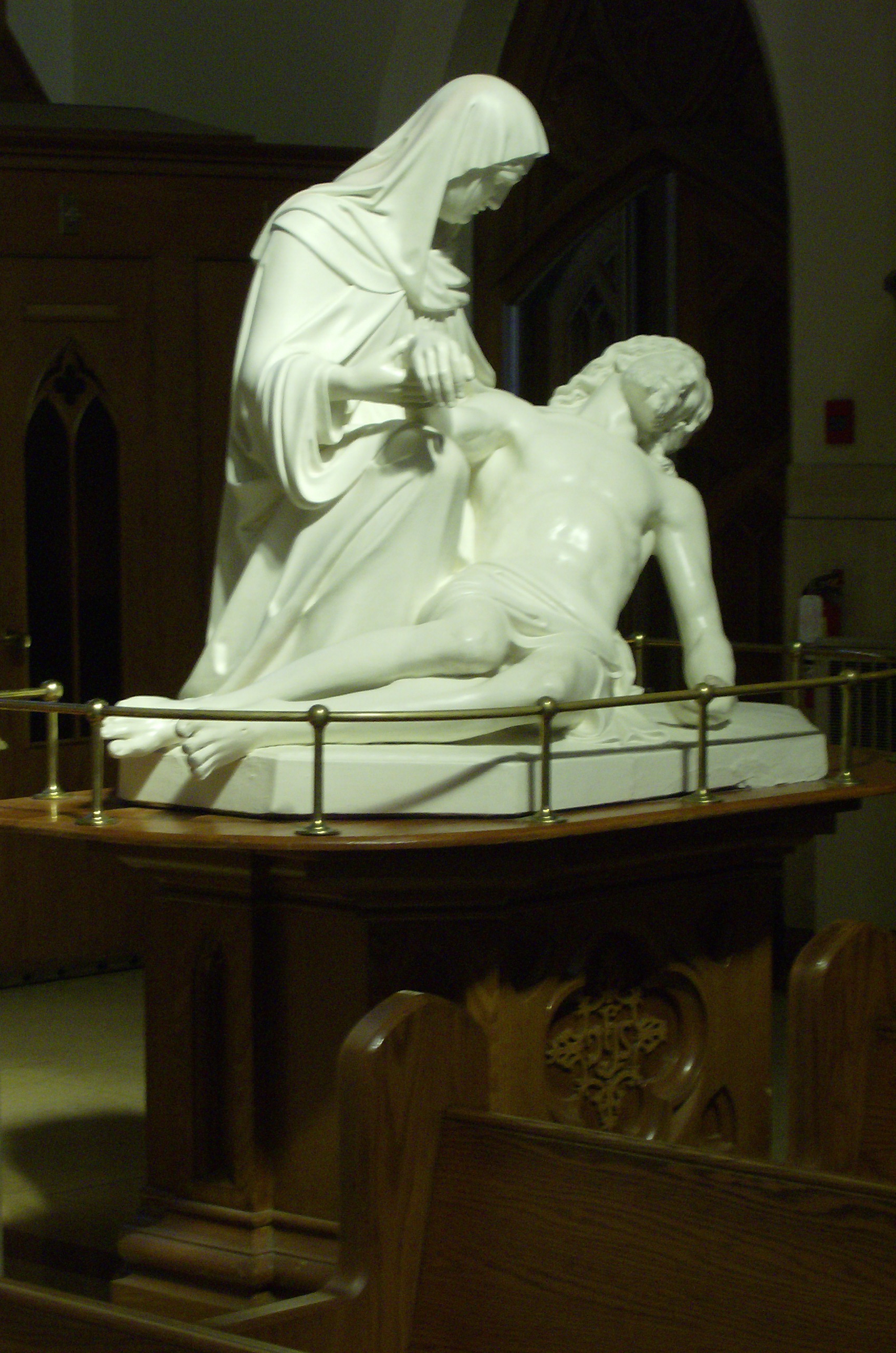
Pietà.

### Articles liés
- Diocèse de Saint-Jean (Nouveau-Brunswick)
- Liste des lieux patrimoniaux de Saint-Jean (Nouveau-Brunswick)
- Liste des cathédrales du Canada